# Scott and Seringapatam Reefs
Scott and Seringapatam Reefs är ett område med atoll-liknande rev i Australien.  Det ligger i delstaten Western Australia, mer än 300 km från fastlandet. 
Området består av följande objekt:
- Scott Reef South, även kallat Horseshoe Reef, ett hästskoformat rev. 14°12′15″S 121°49′32″Ö / 14.2043°S 121.8256°Ö
- Scott Reef Central med ön Sandy Islet , den enda del av området som är över vattenytan vid högvatten. 14°03′28″S 121°46′39″Ö / 14.0577°S 121.7775°Ö
- Scott Reef North, ett cirkelformat rev. 14°00′00″S 121°50′00″Ö / 14.0°S 121.8333°Ö
- Seringapatam Reef, 23 km norr om Scott Reef North. 13°40′00″S 122°00′45″Ö / 13.6667°S 122.0126°Ö